# D–18T
A D–18T kétáramú gázturbinás sugárhajtómű, amelyet a zaporizzsjai Motor Szics gyárt és az Ivcsenko-Progressz tervezőiroda fejlesztett ki. 1984 óta gyártják sorozatban.

## Története
A nagy kétáramsági fokú D–18T volt az első olyan szovjet sugárhajtómű, amelynek tolóereje meghaladta a 200 kN-t. Az An–124 szállító repülőgépbe szánt hajtóművet Vlagyimir Lotarjov főkonstruktőr vezetésével tervezték. Az első működő hajtómű 1979-ben készült el. Az első repülést egy Il–76LL fedélzetén 1982 márciusában hajtották végre a D–18T-vel. Az An–124 pedig 1982. december 24-én hajtotta végre az első felszállását ezzel a hajtóművel. A D–18T-t később az An–225-be is beépítették. A hajtómű gyártását 1997-ben befejezték. A kereskedelmi célú teherszállítás piacának növekedése miatt az 1990-es évek végén egyre nagyobb igény jelentkezett az An–124 gépek iránt, ezért a gépekhez szükséges hajtóművek gyártását 2002-ben újraindították.

## Szerkezeti kialakítása
A D–18T hajtómű egy háromtengelyes, magas kétáramsági fokú gázturbinás sugárhajtómű. A turbóventilátor egyfokozatú, a közepes nyomású és a nagynyomású axiálkompresszor egyaránt hétfokozatú. Gyűrűs égéstérrel rendelkezik, amelyben körben 22 db üzemanyag-befecskendező fúvóka helyezkedik el. A közepes- és nagynyomású kompresszorokat hajtó turbinák egyfokozatúak, a turbóventilátort hajtó turbina hétfokozatú. A hajtómű moduláris felépítésű, 17 nagyobb részegységből áll, amelyek egy egységként cserélhetők a javítás során. Hatékony sugárfékkel van felszerelve, amely a turbóventilátor külső áramkörének áramlási irányát tudja megfordítani. Vezérlőberendezései elektronikus és hidraulikus működtetésűek.

## Későbbi változatok
1998-ban készült el a hajtómű továbbfejlesztett, 3-as sorozatú változata. Mindenekelőtt a hajtóművek megbízhatóságát, hatásfokát és élettartamát növelték, így az eredetileg elsősorban katonai feladatokra szánt An–124 az új hajtóművekkel a polgári teherforgalomban is alkalmazhatóvá és versenyképessé vált. Míg a D–18T első változata csak 500 üzemórát működhettek az első nagyjavításig, és az élettartama mindössze 1250 óra volt, addig a 3-as sorozat hajtóműveinél az élettartamot 18 000 órára növelték. A hajtóművet az An–124–100 és az An–124–100M–150 típusú repülőgépeknél alkalmazzák.
A 4-es sorozatot a kifejezetten a polgári teherszállításra optimalizált és modernizált An–124–100M–150 gépek számára fejlesztették ki. A növelt teherbírású repülőgép számára nagyobb tolóerőre volt szükség, ezért a D–18T tolóerejét felszállási üzemmódnál 10%-kal megnövelték. Megváltoztatták a turbóventilátor és a turbinafokozatok lapátjainak geometriáit, a sugárfordító a korábbi hidraulikus helyett elektromos működtetésű lett. Az átalakítások következtében a hajtómű megfelelt az ICAO–4 kategóriájú zaj-előírásoknak, az égéstermékek ugyancsak az ICAO normáinak megfelelőek.

## Műszaki adatok (D–18T)
- Tolóerő felszállási üzemmódban: 234 kN
- Tolóerő normál utazó üzemmódban: 48,6 kN
- Kétáramsági fok: 5,6
- Átmérő: 5400 mm
- Magasság: 2937 mm
- Szélesség: 2792 mm
- Üres tömeg: 4100 kg
- Fajlagos tüzelőanyag-fogyasztás: 0,0557 kg/N·h (11 000 m-en, utazósebességnél)